# 妙心寺 (新宮市)
妙心寺（みょうしんじ）は和歌山県新宮市にある真言宗の尼寺。神倉神社の本地仏である愛染明王を祀る。かつて神倉神社の管理運営、特に修理造営を担った神倉聖の拠点・神倉本願のひとつ。

## 寺史

### 創建
妙心寺は、古くは円仁により天台宗の寺院として創建され、円仁建立と刻銘された法華供養石碑が境内に伝わる。寺伝は天仁元年（1108年）に永信尼が入寺したことをもって開山とするが、これは中世末期に熊野比丘尼を統率するために妙心寺が尼寺になったことを指すと解するべきである。大治3年（1128年）には白河院が熊野御幸の折に堂舎を造営したが、その際女官の一人が帰京せず、当地で出家して妙心寺にとどまった。この尼は妙心尼と号し、妙心寺の中興となった（『新宮市誌』）。

### 神倉本願
鎌倉期には、法燈国師覚心が母とともに住んだと伝えられ、この時期からは臨済宗に属するようになった。覚心は臨済宗法燈派の開祖である一方、聖や比丘尼の組織化を図ったと言われる。妙心寺もその影響下で、神倉聖や熊野比丘尼を統率する神倉本願になったと考えられている。『紀伊続風土記』にあるように、神倉神社の造営修理を担う神倉本願には妙心寺（妙心尼寺）の他に、華厳院（金蔵坊）・寶積院・三学院があり、他の3つの寺院はいずれも修験兼帯寺であった（「妙心寺由来」）。しかし、南北朝期の動乱で荒廃した神倉神社の復興に際しては、もっぱら妙心尼寺が勧進権を掌握した。延徳元年（1489年）には、妙心尼寺の妙順尼が神倉神社の再興のための勧進を行い、さらに大永年間（1521年 – 1528年）から享禄4年（1531年）まで弟子の祐珍尼らとともに諸国を巡って奉加を募り、これによって再興を成し遂げた。この功績により、天文元年には本願職が改めて許された。天正16年（1588年）10月16日には、豊臣秀長の木材奉行の放火により神倉神社が焼失した。翌年には祐心尼のほか、金蔵坊祐信（当山派）および熊野新宮の楽浄坊行満（本山派）の2人の修験者の協力を得て西国9ヶ国に勧進に赴いている。

### 近世以降

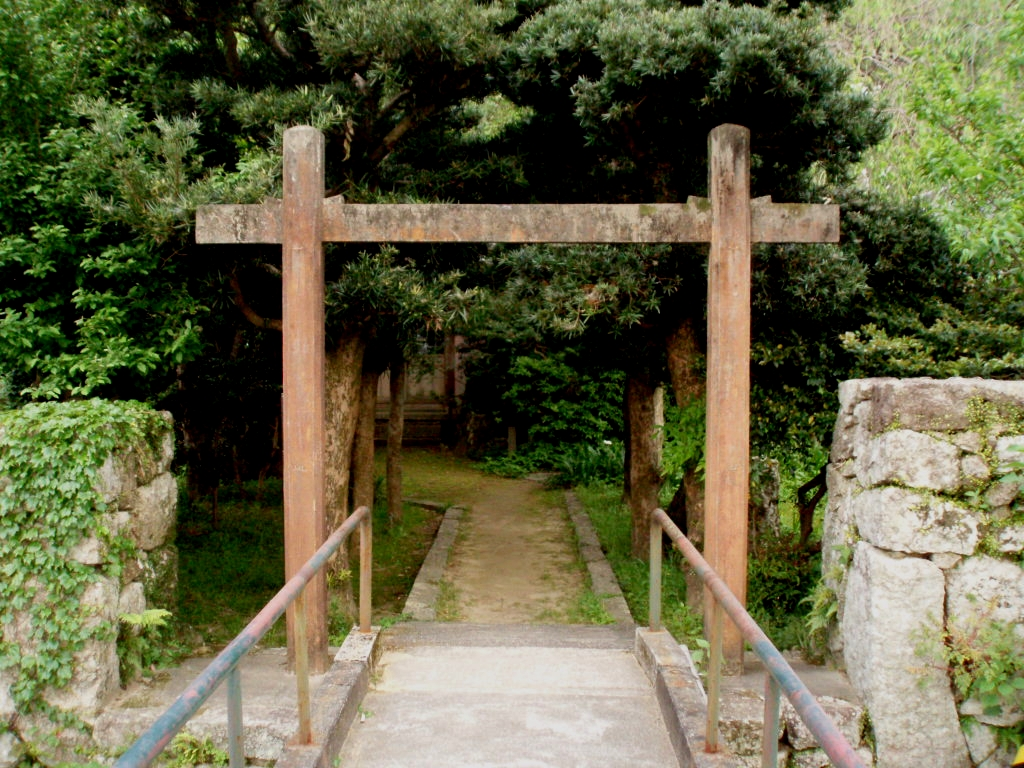
鳥居

その後、元和年間までに真言宗に転じたものと見え、元和8年7月付の「妙心寺由来」に真言宗を宗旨とする旨が記されている。慶安年間（1648年 – 1652年）以来、熊野三山の社家と本願との間で社務をめぐる紛争が続いたことから、延宝3年（1675年）に寺社奉行が介入し、本願寺は修験を廃して本願の職に専念するよう申し渡した。このとき、妙心寺以外の本願は修験を廃することを拒んで退転し、妙心寺のみが神倉本願にとどまった。
しかし、延宝3年の寺社奉行の裁許の後も、本願所に対する規制は厳しくなる一方であった。元禄年間には、勧進活動は公儀の許可なくしてはなしえないこととなり、享保6年（1721年）以降は熊野三山造営のための勧進状が公儀から発されるのが通例となるに及んで、本願活動は有名無実のものとなった。その後も引き続く社中と本願の相論は、延享元年（1744年）に再び寺社奉行の介入を招いた。延享の裁許では、本願は社中の下位にあることが明確化されただけでなく、宮社破損の際の補修の願出はもとより、修覆権すら認められなくなった。これ以後、妙心寺をはじめ、新宮の本願所は困窮の度を深めていった。
寛政5年（1793年）には、高辻大納言胤長の女亀姫が入寺し、それ以来、京都の公卿家の息女を住持とする門跡尼寺としての格式を喧伝したが、上述のような事情により本願とは名目に過ぎなかった。明治の神仏分離で神倉神社と分離され、最後の住持、貞宝尼が桜本姓を名乗って還俗してからは無住化した。今日では熊野速玉大社の管理下にある。毎年2月6日に行われる御燈祭では、上り子たちが神倉山上に上る前に参詣する潔斎の場となっている。

## 文化財
木鉢
托鉢用の木鉢。法燈国師が神倉山に登った際に寄進したと伝えられ、その際に所持した竹の杖も現存する。高さ11cm、口径18.5cm、木製の素地に黒漆が固塗りされたもの。和歌山県指定文化財（1964年〈昭和39年〉5月28日指定）。

## アクセス
JR紀勢本線新宮駅下車
熊野交通・奈良交通の路線バスで「裁判所前」下車、または徒歩約15分。

## 注
1. 1 2 3  「角川日本地名大辞典」編纂委員会[1985: 1010]
2. ↑  平凡社[1987: 762]
3. ↑  五来[1976: 43]
4. ↑  新宮市[1984: 970]
5. ↑  平凡社[1987: 191]
6. ↑  新宮市[1984 :965]
7. ↑  平凡社[1987: 191-192]
8. ↑  新宮市[1984: 971]
9. ↑  新宮市[1984: 972]
10. ↑  新宮市[1984: 965]
11. ↑  新宮市[1984: 973]
12. ↑  庄司[1987: 161]
13. ↑  庄司[1987: 161-162]
14. ↑  以下、新宮市教育委員会・新宮市文化財審議会[1990: 27-28]
15. ↑  “県指定文化財・有形文化財・美術工芸品”.   和歌山県教育委員会文化遺産課. 2021年2月24日閲覧。
16. ↑  曹洞宗

## 文献
- 五来 重、1976、「吉野・熊野修験道の成立と展開」、五来（編）『吉野・熊野信仰の研究』、名著出版〈山岳宗教史研究叢書4〉 pp. 13-46
- 平凡社（編）、1997、『大和・紀伊寺院神社大事典』、平凡社 ISBN 4582134025
- 「角川日本地名大辞典」編纂委員会（編）、1985、『和歌山県』、角川書店〈角川日本地名大辞典30〉 ISBN 404001300X
- 新宮市、1984、『新宮市誌』、新興出版社
- 新宮市教育委員会・新宮市文化財審議会（編）、1990、『新宮市の文化財』、新宮市教育委員会
- 庄司 千賀、1987、「熊野新宮の本願庵主とその活動」、『熊野誌』（33）、熊野地方史研究会・新宮市立図書館 pp. 156-163